# Sanctambrosia manicata
Sanctambrosia manicata är en nejlikväxtart som beskrevs av Skottsb. apud Kuschel. Sanctambrosia manicata ingår i släktet Sanctambrosia och familjen nejlikväxter. Inga underarter finns listade i Catalogue of Life.